# Adelina Dematti de Alaye

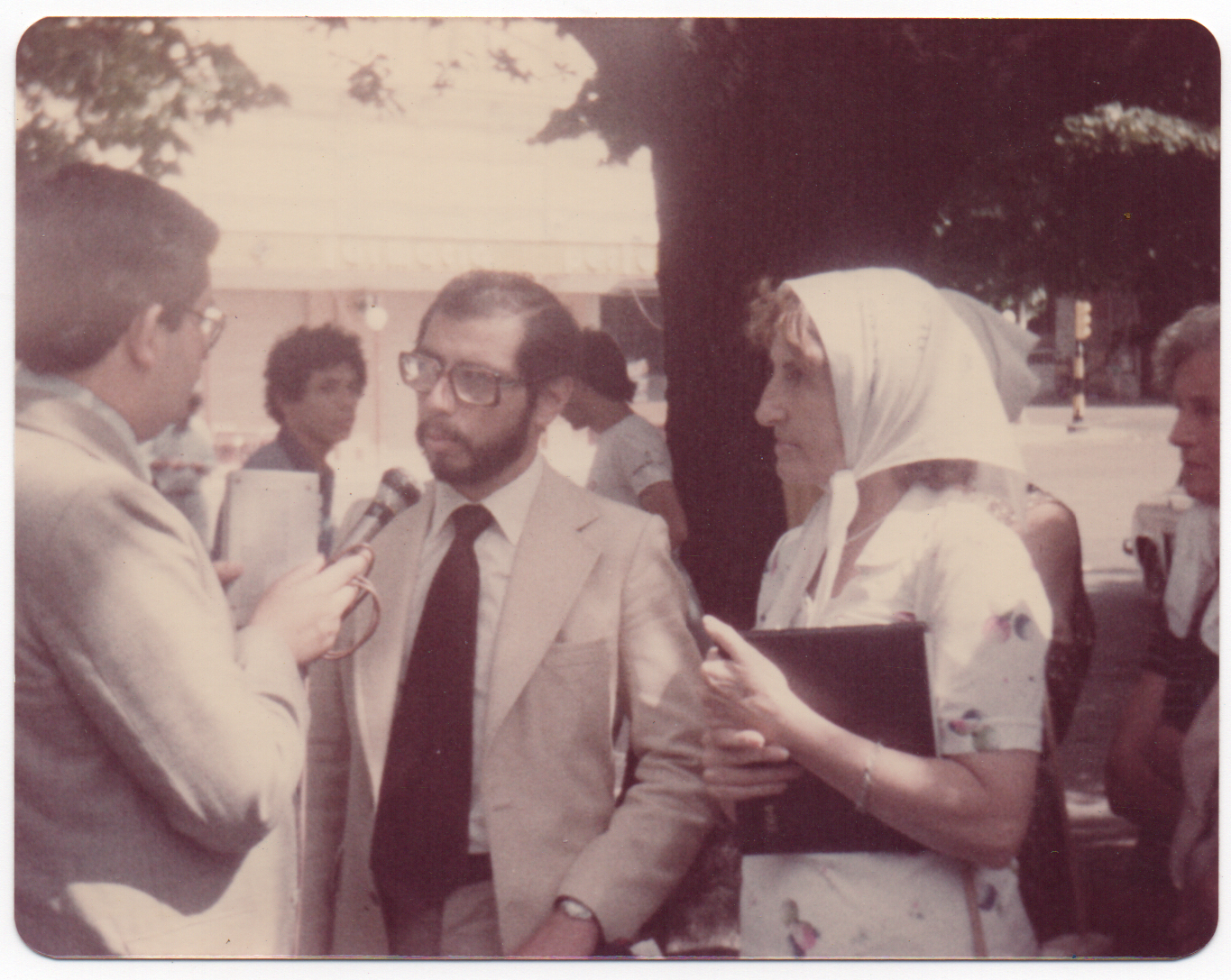
Adelina Dematti de Alaye en entrevue avec la presse

Adelina Ethel Dematti de Alaye (née le 5 juin 1927 et morte le 24 mai 2016) est une militante argentine des droits humains. Elle est l'une des fondatrices des Mères de la place de Mai, une organisation de mères dont les enfants ont disparu pendant la guerre sale des années 1970 et au début années 1980.

## Biographie
Adelina Dematti est originaire de Chivilcoy, dans la province de Buenos Aires, où elle est née en 1927. Elle grandit à Carhué, Azul et Brandsen avant de déménager à La Plata avec sa famille. 
Son fils de 21 ans, Carlos Esteban, est enlevé le 5 mai 1977 alors qu'il roulait à vélo dans le quartier Ensenada de Buenos Aires pendant la guerre sale. Les ravisseurs, vêtus de vêtements civils, ont été identifiés comme membres de la marine argentine. À la suite de la disparition de son fils, elle s'engage dans le mouvement des Mères de la place de mai. Elle est connue comme «la madre fotógrafa» ou «la mère photographe» pour sa documentation sur la dictature argentine et les Mères de la place de mai à travers sa photographie. Sa collection est déclarée "Mémoire du monde" par l'UNESCO. Adelina Dematti est également active au sein de l'Assemblée permanente des droits humains (APDH). 
Adelina Dematti de Alaye décède à La Plata, province de Buenos Aires, le 24 mai 2016, à l'âge de 88 ans. 

## Distinctions et hommages
En 2009, l'Université nationale de La Plata décerne à Adelina Dematti un doctorat honorifique pour son militantisme en faveur des droits humains. Elle est également honorée en tant que citoyenne illustre par les villes de Chivilcoy et La Plata.